# Foeni
Foeni (in ungherese Fény, in tedesco Föen, in serbo Фењ?, Fenj o Venj) è un comune della Romania di 1752 abitanti, ubicato nel distretto di Timiș, nella regione storica del Banato. 
Il comune è formato dall'unione di 2 villaggi: Cruceni e Foeni.